# 隆子拉拉藤
隆子拉拉藤（学名：Galium serpylloides）为茜草科拉拉藤属下的一个种。

## 扩展阅读
- 維基物種上的相關：隆子拉拉藤